# Theobald Wolfe Tone
Theobald Wolfe Tone, comunemente conosciuto solo come Wolfe Tone (Dublino, 20 giugno 1763 – Dublino, 19 novembre 1798), è stato un politico irlandese, ribelle e leader del movimento indipendentista della Society of United Irishmen e precursore del repubblicanesimo irlandese.
Figura centrale della Rivolta irlandese del 1798, fu condannato a morte per alto tradimento, ma si suicidò prima dell'esecuzione.

## Biografia
Nato a Dublino, suo padre, Tom Wolfe, era un fabbricante di carri e possidente di una fattoria nei pressi della cittadina di Sallins, nella contea di Kildare. Entrato a diciotto anni presso il Trinity College di Dublino, dove studiò legge, divenne avvocato all'età di 26 anni.